# Acropyga bakwele
Acropyga bakwele é uma espécie de formiga do gênero Acropyga, pertencente à subfamília Formicinae.